# Saint-Pierre-la-Cour
Saint-Pierre-la-Cour es una población y comuna francesa, en la región de Países del Loira, departamento de Mayenne, en el distrito de Laval y cantón de Loiron.

## Demografía
| 1572 | 1750 | 1782 | 1668 | 1622 | 1638 |
| Para los censos de 1962 a 1999 la población legal corresponde a la población sin duplicidades (Fuente: INSEE [Consultar]) |      |      |      |      |      |